# Emili Cuatrecasas i Figueras
Emili Cuatrecasas i Figueras (Barcelona, 12 de gener de 1954) és un advocat i empresari català. Va treballar des del 1979 i fou president executiu del despatx d'advocats Cuatrecasas, des de 2002 a 2014, i des de 2016 n'és el president d'honor.
Alhora, des de 1992 és administrador de la companyia Emesa Corporación Empresarial, on ostenta el càrrec de president executiu.

## Biografia
Nascut a Barcelona el 12 de gener de 1954, va estudiar batxillerat als Jesuïtes de Sarrià i va obtenir la llicenciatura de Dret a la Universitat de Navarra l'any 1975. Després de realitzar el servei militar durant 18 mesos a Còrdova i Sevilla, el 1977 es va incorporar al despatx d'advocats que llavors presidia el seu pare, Pere Cuatrecasas Sabata (1929-2001), i que havia estat fundat el 1917 pel seu avi, Emili Cuatrecasas i Buquet (1902-1965). Fou nomenat managing partner l'any 1980, i immediatament inicià amb el seu pare un pla d'expansió i modernització del despatx, fins a convertir-lo en un dels més prestigiosos del país.
Després de la mort del seu pare, esdevinguda el 2001, va ser nomenat President Executiu de la firma. El 2003 va completar la fusió amb el despatx portuguès Gonçalves Pereira i el 2006 amb el despatx sevillà Olivencia-Ballester.
Emili Cuatrecasas és membre del Col·legi d'Advocats de Barcelona, així com dels de Madrid i Bilbao, i de la International Bar Association (IBA). Ha estat professor de l'Escola de Pràctica Jurídica i del Màster de Dret d'Empresa de la Universitat Pompeu Fabra i membre del Consell Rector de l'l'Institut d'Educació Continua de la UPF. Pronuncia conferències sobre temes jurídics i empresarials i col·labora habitualment amb les administracions en el desenvolupament de noves lleis mercantils i tributàries. Per encàrrec de la Fundació FAES va elaborar un estudi sobre la Reforma de la justícia espanyola.
Va formar part del Fòrum Pont Aeri i el 2013 impulsà el Foro Almagro.
- Conseller de Sol Melià.[8]
- Membre del consell de supervisió de Chupa Chups.[9]

## Activitat empresarial
L'any 1981, Emilio Cuatrecasas va constituir Emesa Corporación Empresarial per concentrar les seves activitats econòmiques. En l'actualitat és president executiu de la societat.
L'any 1982, va ser nomenat president d'Áreas, la segona empresa del món en restauració concessional a aeroports, autopistes, enclavaments ferroviaris i centres comercials, amb més de 10.000 empleats a Europa i Amèrica.
L'any 2003, va integrar Áreas a Elior, una empresa amb més de 100.000 empleats i 22.700 restaurants i punts de venda a França, Itàlia, Espanya, el Regne Unit i els Estats Units. És el segon accionista i membre del seu consell d'administració.
L'any 1992, va cofundar el grup Metropolis, una societat d'inversió immobiliària amb una perspectiva a llarg termini, amb José María Xercavins. 
L'any 2009, va cofundar Editorial Elba amb Clara Pastor.
L'any 2014, va adquirir una participació en la cosmètica antitaques Bella Aurora.
L'any 2015, amb Luis Casanovas, va crear Pongo Trasteros, empresa dedicada a emmagatzemar i gestionar objectes que no s'utilitzen habitualment.
L'any 2016, es va convertir en accionista de referència a Devicare, empresa de salut digital líder en urologia.
L'any 2018, va constituir la cadena de restauració de menjar ràpid i saludable, Salad Market, amb Gonzalo Tomás. També va adquirir Empordà Golf Club per rellançar les seves instal·lacions.

## Activitats socials i relacionades amb la formació
- President i fundador de Fundación Cuatrecasas, Asociación Barcelona Global, i Fundació Escolar St. Paul’s.
- President de l'Asociación para el Progreso de la Dirección (APD), zona mediterrània.;[8] i de la Fundación San Joaquín.
- Membre del ple i del consell assessor de la Cambra Oficial de Comerç, Indústria i Navegació de Barcelona.
- Membre del consell assessor de la patronal Foment del Treball Nacional, la Confederación Empresarial de Madrid, del Barcelona Institut d'Emprenedoria (BIE) de la Universitat de Barcelona, i del Reial Club de Polo de Barcelona.
- Patró de la Fundación Consejo España-Estados Unidos, la Fundación Conocimiento y Desarrollo (CYD), la Fundación SERES, la Fundació SENY, i la Fundación de Estudios Financieros.
- Membre del consell social de la Universitat Internacional de Catalunya.[1] (UIC).
- Fundador i patró de l'Institut d'Educació Continuada (IDEC) de la Universitat Pompeu Fabra.(Barcelona).
- Membre del consell d'acció empresarial de la Confederación Española de Organizaciones Empresariales (CEOE).
- Membre honorífic de la Fundación Lo Que De Verdad Importa.
- Vicepresident de Barcelona Centre Financer Europeu.
- Membre invitat de la Clinton Global Foundation.
- Membre del jurat del Premio Pelayo per a juristes de reconegut prestigi del Fòrum Pont Aeri.

Emilio Cuatrecasas també va impulsar la creació del Foro Almagro, i ha participat en nombroses conferències sobre temes jurídics i empresarials a universitats, escoles de negocis i associacions, i en actes empresarials